# Wilhelm Schenk (Politiker, 1887)
Wilhelm Schenk (* 11. Juni 1887 in Tramm, Kreis Dannenberg; † 24. Juni 1962 in Hamburg) war ein deutscher Politiker (NLP, DP) und Mitglied des Niedersächsischen Landtages.

## Leben
Schenk arbeitete als Landwirt. 
Vom 30. Oktober 1950 bis 30. April 1951 war er Mitglied des Niedersächsischen Landtages (1. Wahlperiode), seit dem 28. März 1951 als DP/CDU-Fraktionsmitglied.